# Caravans
Caravans was een BRTN-sitcomserie die van 1992 tot 1993 op TV1 liep rond de belevenissen en conflicten van Vlaamse caravantoeristen op een Waalse camping met een norse Vlaamse campingbaas. In totaal werden 2 seizoenen en 23 afleveringen gemaakt, die elk een half uur duurden.

## Rolverdeling
- Hubert Damen: Frans Kadans
- Jeanine Schevernels: Anna Kadans (seizoen 1)
- Martine Werbrouck: Anna Kadans (seizoen 2)
- Johan Van Lierde: Frank Debunne
- Marilou Mermans: Marjan Debunne
- Willy Vandermeulen: Arsène Seenater
- Doris Van Caneghem: Marie-Glorie de Schakkebroeck
- Machteld Ramoudt: Marie-Louise de Schakkebroeck
- Peter Bulckaen: Gie Widevetter
- Marijke Hofkens: Rosiane Widevetter
- Anton Cogen: Jeeaar Sas
- Mariette Van Arkkels: Felicienne (seizoen 1)
- Erik Burke: Bjorn Kadans
- Bieke Van Melkebeek: Gertrude Debunne

## Afleveringen

### Seizoen 1
| Afl. | Titel            | Uitzenddatum  |
| ---- | ---------------- | ------------- |
| 1    | De Varkenshoek   | 14 maart 1992 |
| 2    | De Aansluitkabel | 21 maart 1992 |
| 3    | Fraisegeld       | 28 maart 1992 |
| 4    | De Ontvoering    | 4 april 1992  |
| 5    | Sabotage         | 11 april 1992 |
| 6    | De Vikings       | 18 april 1992 |
| 7    | De Vinger        | 25 april 1992 |
| 8    | De Widevetters   | 2 mei 1992    |
| 9    | Het Dossier      | 9 mei 1992    |
| 10   | Het Feest        | 16 mei 1992   |

### Seizoen 2
| Afl. | Titel              | Uitzenddatum  |
| ---- | ------------------ | ------------- |
| 11   | Het Loze Vissertje | 10 april 1993 |
| 12   | De Depressie       | 17 april 1993 |
| 13   | De Sokken          | 24 april 1993 |
| 14   | Hoog Bezoek        | 1 mei 1993    |
| 15   | De Nachtmerrie     | 8 mei 1993    |
| 16   | De Schreeuw        | 15 mei 1993   |
| 17   | De Bekentenis      | 22 mei 1993   |
| 18   | De Verzoening      | 29 mei 1993   |
| 19   | De Jury            | 5 juni 1993   |
| 20   | Het Grote Afscheid | 12 juni 1993  |
| 21   | De Grote Baas      | 19 juni 1993  |
| 22   | De TV-ploeg        | 26 juni 1993  |
| 23   | De Uitverkoop      | 3 juli 1993   |

## Trivia
- Caravans was de laatste serie van de hand van Jan Matterne.[1]